# 草道昌武
草道 昌武（くさみち まさたけ、1935年1月6日 - 2006年8月31日）は、日本の経営者。広島県出身。

## 経歴
1958年に京都大学農学部を卒業し、同年に日商に入社。
1986年に日商岩井取締役に就任し、常務、専務を経て、1995年6月に副社長に就任した。1996年6月に社長に昇格し、1999年6月から相談役を務めた。
2001年11月に藍綬褒章を受章した。
2006年8月31日急性リンパ性白血病のために死去。71歳没。